# Uttje Jillehaure
Uttje Jillehaure är en sjö i Arjeplogs kommun i Lappland och ingår i Umeälvens huvudavrinningsområde. Sjön har en area på 0,0821 kvadratkilometer och ligger 662,4 meter över havet. Uttje Jillehaure ligger i Laisälven Natura 2000-område. Sjön avvattnas av vattendraget Mattaurjåkkå.

## Delavrinningsområde
Uttje Jillehaure ingår i det delavrinningsområde (734410-153319) som SMHI kallar för Inloppet i Jillehaure. Medelhöjden är 795 meter över havet och ytan är 18,61 kvadratkilometer. Det finns inga avrinningsområden uppströms utan avrinningsområdet är högsta punkten. Mattaurjåkkå som avvattnar avrinningsområdet har biflödesordning 5, vilket innebär att vattnet flödar genom totalt 5 vattendrag innan det når havet efter 430 kilometer. Avrinningsområdet består mestadels av skog (40 procent) och kalfjäll (51 procent). Avrinningsområdet har 0,19 kvadratkilometer vattenytor vilket ger det en sjöprocent på 1 procent.